# Évelyne Safir Lavalette
Éveline Safir Lavalette née Éveline Paule Lavalette en 1927 à Rouïba et morte le 25 avril 2014 à Médéa, est une personnalité algérienne d'origine française. Militante nationaliste et agente de liaison au sein du FLN durant la Guerre d'Algérie. Elle est députée de la première assemblée constituante de l'Algérie indépendante.

## Biographie

### Enfance et Formations
Éveline Lavalette est issue d'une famille de pieds-noirs de la troisième génération. Sa famille appartient à la petite bourgeoisie. Elle grandit à Rouïba, à l'est d'Alger. Elle étudie dans des écoles françaises laïques et pratique le scoutisme féminin au sein des Guides de France,. Elle participe à des rencontres amicales entre différents mouvements éducatifs et confessionnels de jeunes, algériens comme européens. Y participent des Scouts de France, des Guides, des Scouts musulmans ainsi que l'association des étudiants catholiques et des mouvements de jeunesse politique nationalistes.
En 1952, ces rencontrent aboutissent à la création de l’AJAAS (Association de la jeunesse algérienne pour l’action sociale). L'AJAAS organise à la fois des rencontres sur des thèmes d'actualité comme le chômage, la faim ou le colonialisme, et des activités sociales dans les quartiers défavorisés d’Alger : alphabétisation, consultation médicale gratuite, consultation d’aide sociale. Composée d'Algériens de toutes origines religieuses — catholiques, protestants, juifs, laïcs et musulmans —, son but est l’éducation des jeunes, dans une vision réelle de l’Algérie d’alors. Eveline Lavalette en est membre, comme d'autres européens tel Pierre Chaulet, et y découvre les conditions de vie des populations rurales algériennes et la pauvreté des secours publics par rapport à la population européenne. Elle est parallèlement liée aux aumôniers de l'action catholique ouvrière et adhère à la Confédération française des travailleurs chrétiens.

### Militante FLN et Guerre d’Algérie
En 1955, un an après le déclenchement de l’insurrection du 1er novembre 1954, elle rejoint les rangs du Front de libération nationale (FLN). Son interlocuteur principal est Benyoucef Benkheda. Elle est alors secrétaire de l'Institut de recherches économiques et sociales d'Alger (I.R.E.S.A.), organisme privé fondé à l'initiative du doyen de la faculté de droit d'Alger.
Elle met à disposition son appartement au centre d’Alger et y héberge à différentes reprises des combattants du FLN, parmi lesquels le colonel Ouamrane, le colonel Sadek, Krim Belkacem, Larbi Ben M'hidi, Mohamed Seddik Benyahia, Abane Ramdane et Benyoucef Benkhedda,,,.
Elle est aussi agent de liaison, assure l'impression de tracts, et le transport de matériel. Elle participe à l’impression du premier numéro d’El Moudjahid en 1956. Elle obtient que le ronéo, servant à imprimer le journal et les tracts, soit installé chez l'abbé Leclerq, aumônier des prisons, au sein du presbytère. Elle dactylographie pour le même journal un document épais sur le congrès de la Soummam, l’appel à la grève des étudiants de février 1956 et la lettre d'Ahmed Zabana à ses parents, guillotiné en juin 1956,.

### Arrestation et emprisonnement
Elle est arrêtée le 15 novembre 1956 par des civils européens, conduite à la DST. Elle est torturée pendant 8 jours et reste autant de temps sans manger,. Le 23 mars 1957, elle est jugée avec plusieurs autres femmes, dont Zoubida Bekkadour, pour avoir hébergé des nationalistes et pour « atteinte à la sûreté de l’État ». Elle est condamnée à 3 ans de prison,.
Lors de son procès, le président du tribunal correctionnel d’Oran refuse d'examiner la question des tortures qu'elle rapporte avoir subies, indiquant que «nous ne sommes pas ici pour faire le procès de sainte Évelyne martyre, mais celui d’Éveline Lavalette, complice des assassins »,. Elle est envoyée de prison en prison. Elle est détenue à la prison d’Oran de 1956 à 1957, puis à Orléansville (Chlef), et enfin à la centrale de Maison-Carrée (El-Harrach). Elle est libérée en 1959.
À Orléansville (Chlef), elle passe quatre mois dans les cachots pour "refus en tant que prisonnière politique de travailler avec les droits communs". À Maison-Carrée (El-Harrach), elle fait une grève de la faim qui aboutit au coma et à une hospitalisation à l’hôpital Mustapha dans la section psychiatrique pendant quatre mois. Sur grâce du Général de Gaulle, elle est libérée pour être expulsée en France le 31 août 1959. Menacée par l'organisation La Main rouge, elle s'exile pendant deux ans en Suisse avant de revenir s'installer en Algérie.

### Dans l'Algérie indépendante
À l’indépendance de l'Algérie, elle est élue à l’Assemblée constituante avec Claudine Chaulet et Pierre Chaulet, puis est élue seule à l'Assemblée nationale algérienne en 1964. Elle abandonne alors la nationalité française pour la nationalité algérienne. En 1967, elle épouse le journaliste Abdelkader Safir, une personnalité du journalisme algérien. Elle est conseillère au ministère du Travail puis quitte Alger pour diriger la Sécurité sociale à Médéa. Elle a vécu à Médéa jusqu'à son décès, le 25 avril 2014. Elle est inhumée à Alger, au cimetière chrétien de Diar Essâada (El Madania).
Elle publie en 2013 une autobiographie aux éditions Barzakh, Juste Algérienne… comme une tissure.

## Publication
- Juste Algérienne : comme une tissure, Barzakh, 2013, 203 p. (ISBN 978-9931-325-46-8, lire en ligne)

### Filmographie
- Résistantes, documentaire de Fatima Sissani, France-Suisse, 2019, 1 h 16 min (voir notice bibliographique du catalogue général de la BnF) Sorti en 2017 sous le titre Tes cheveux démêlés cachent une guerre de sept ans ; avec les témoignages d’Eveline Lavalette Safir, Zoulikha Bekaddour et Alice Cherki.